# Língua wyandot
Wyandot é uma língua dos Iroqueses tradicionalmente falada pelo povo conheccido como Hurões, Wyandot, Wyandotte ou Wendat (essa seria uma antiga língua já extinta). Mais recentemente ainda era falada em Oklahoma (Estados Unidos) e em  Quebec (Canadá). 

## Status
Wyandot é uma língua extinta já desde a primeira década do século XX, embora haja presentemente movimentos para sua revitalização. A “Wyandotte Nation of Oklahoma” oferece hoje ensino da língua nas “Wyandotte Public Schools”, graus  K–4, e também na pré-escola “Wyandot Turtle-Tots" program. A Comunidade Wendat de Quebec também oferece aulas da língua Wendat para adultos e criança na escola da vila de Wendake, Quebec.

## Escrita
Como a grande maioria das línguas indígenas das Américas, a língua Wyandot usa o alfabeto latino sem as letras B, C, F, G, J, L, P, Q, V, X; São usadoas 6 símbolos para vogais e 13 para consoantes.

## Amostra de texto
Pai-Nosso (oração)
Squah-eh-steh yah-rohn-yih-yeh ih-stah reh, ooh-rah-meh tih sheh-shehn-dooh-tih ooh-tah-wah-teh-steh sah-reh-wah teh-zhooh-tih teh-kyooh tih yah-rohn-yih-yeh. Tah-wah-nohnt noh-mah-kehn-tah-teh hah-mehn-tih-yeh kyah-tahn-deh-tah-queh dah-wah-esh-roh'n-yeh nah-nehngk seh-sah-deh-yooh-hehnk sah-reh-zhah-kohn-dih, teh-zhooh-tih neh-hehn-dih tsoh-mah-deh-yoh hehs nah-nehngk wah-stah-tooh toh-mah squah-nyoh-deh teh-zhah-shooh-tah-quahn-deh-yeh, tah-owah-tah-teh-rohn-teh kah-oohf-keh, sah-ah-heh-sah-meh dooh-rah-meh, nan-nehngk deh yah-wih-shrah, nah-nehngk deh dooh-rah-meh, heh-yeh-hah-keh. Kohn-dih.